# Crazy Tour
Crazy Tour foi uma turnê da banda britânica de rock Queen, realizada nos últimos meses do ano de 1979.
Depois do lançamento do single "Crazy Little Thing Called Love", o grupo decidiu mudar a dinâmica de shows feitos nos últimos anos, optando por apresentações em locais menores que promoviam uma maior interação com o público. Uma das apresentações teve a parceria do cantor Paul McCartney no uso de equipamentos.

## Repertório
1. Intro
2. We Will Rock You (Fast)
3. Let Me Entertain You
4. Somebody To Love
5. Mustapha
6. Death On Two Legs
7. Killer Queen
8. I'm In Love With My Car
9. Get Down Make Love
10. You're My Best Friend
11. Save Me
12. Now I'm Here
13. Don't Stop Me Now
14. Spread Your Wings
15. Love of My Life
16. '39
17. Keep Yourself Alive
18. Drum solo
19. Guitar solo
20. Brighton Rock
21. Crazy Little Thing Called Love
22. Bohemian Rhapsody
23. Tie Your Mother Down
24. Sheer Heart Attack
25. We Will Rock You
26. We Are The Champions
27. God Save The Queen

### Canções ocasionalmente apresentadas
- Jailhouse Rock
- If You Can't Beat Them
- Fat Bottomed Girls
- Liar
- Mull Of Kintyre (7/12/1979 Liverpool)
- Silent Night (26/12/1979 London)
- Danny Boy (22/11/1979 Dublin)

## Datas
| Data                   | Cidade     | País    | Lugar             |
| ---------------------- | ---------- | ------- | ----------------- |
| 22 de novembro de 1979 | Dublín     | Irlanda | RDS Simmons Hall  |
| 24 de novembro de 1979 | Birmingham | RU      | NEC               |
| 26 de novembro de 1979 | Mánchester | RU      | Apollo Theatre    |
| 27 de novembro de 1979 | Manchester | RU      | Apollo Theatre    |
| 30 de novembro de 1979 | Glasgow    | RU      | Apollo Theatre    |
| 1 de dezembro de 1979  | Glasgow    | RU      | Apollo Theatre    |
| 3 de dezembro de 1979  | Newcastle  | RU      | City Hall         |
| 4 de dezembro de 1979  | Newcastle  | RU      | City Hall         |
| 6 de dezembro de 1979  | Liverpool  | RU      | Empire Theatre    |
| 7 de dezembro de 1979  | Liverpool  | RU      | Empire Theatre    |
| 9 de dezembro de 1979  | Bristol    | RU      | Hippodrome        |
| 10 de dezembro de 1979 | Brighton   | RU      | Centre            |
| 11 de dezembro de 1979 | Brighton   | RU      | Centre            |
| 13 de dezembro de 1979 | Londres    | RU      | Lyceum Ballroom   |
| 14 de dezembro de 1979 | Londres    | RU      | Rainbow Theatre   |
| 17 de dezembro de 1979 | Londres    | RU      | Purley Tiffany's  |
| 19 de dezembro de 1979 | Londres    | RU      | Tottenham Mayfair |
| 20 de dezembro de 1979 | Londres    | RU      | Lewisham Odeon    |
| 22 de dezembro de 1979 | Londres    | RU      | Alexandra Palace  |
| 26 de dezembro de 1979 | Londres    | RU      | Hammersmith Odeon |